# Bola de rugby

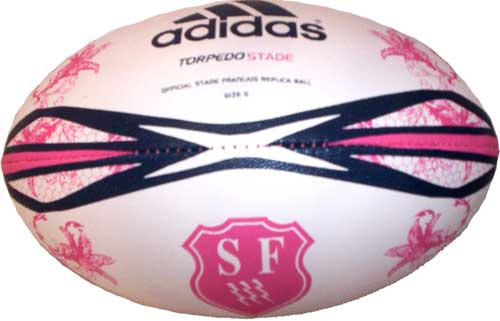
Vista superior frontal

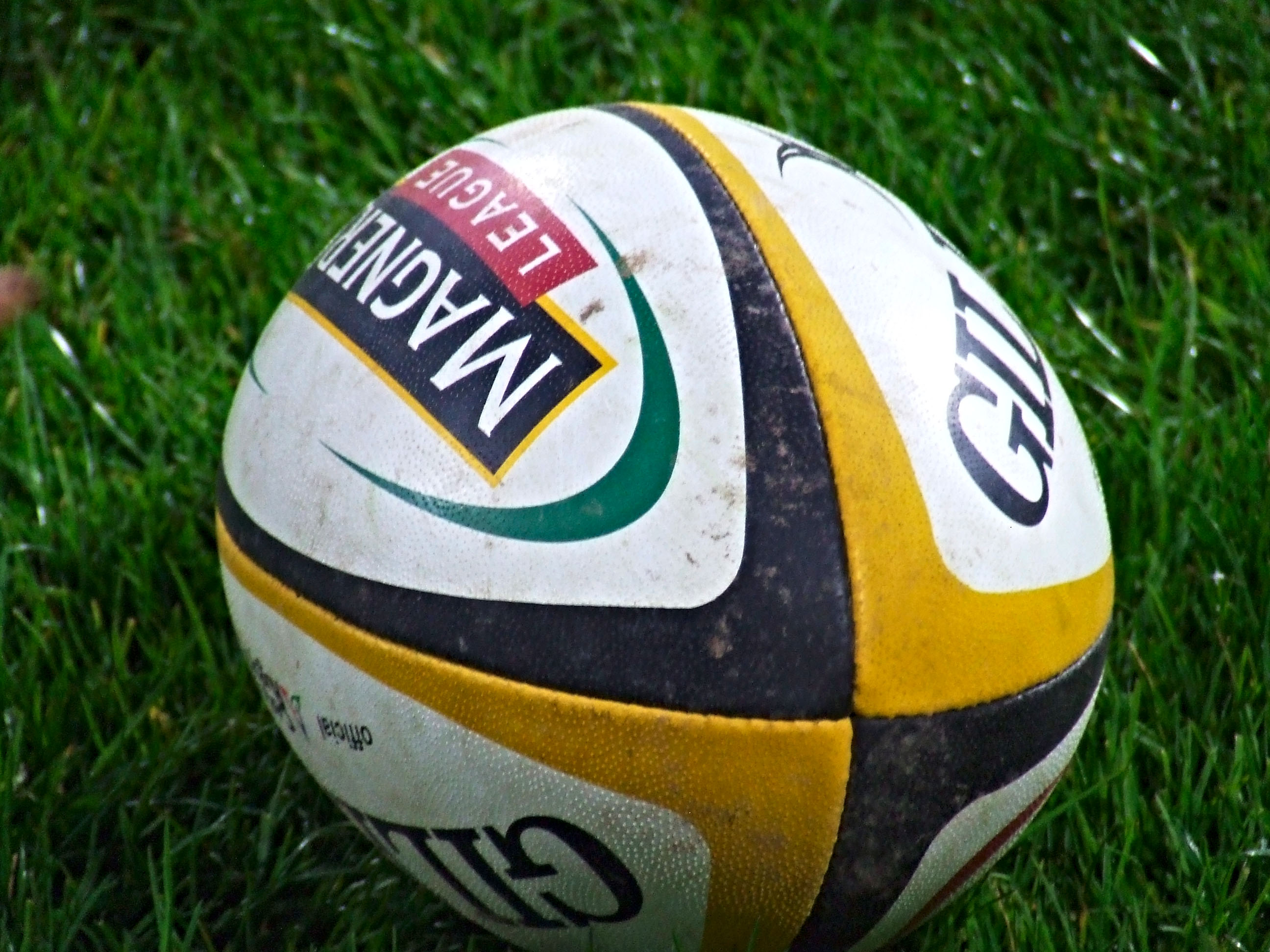
Vista superior direita

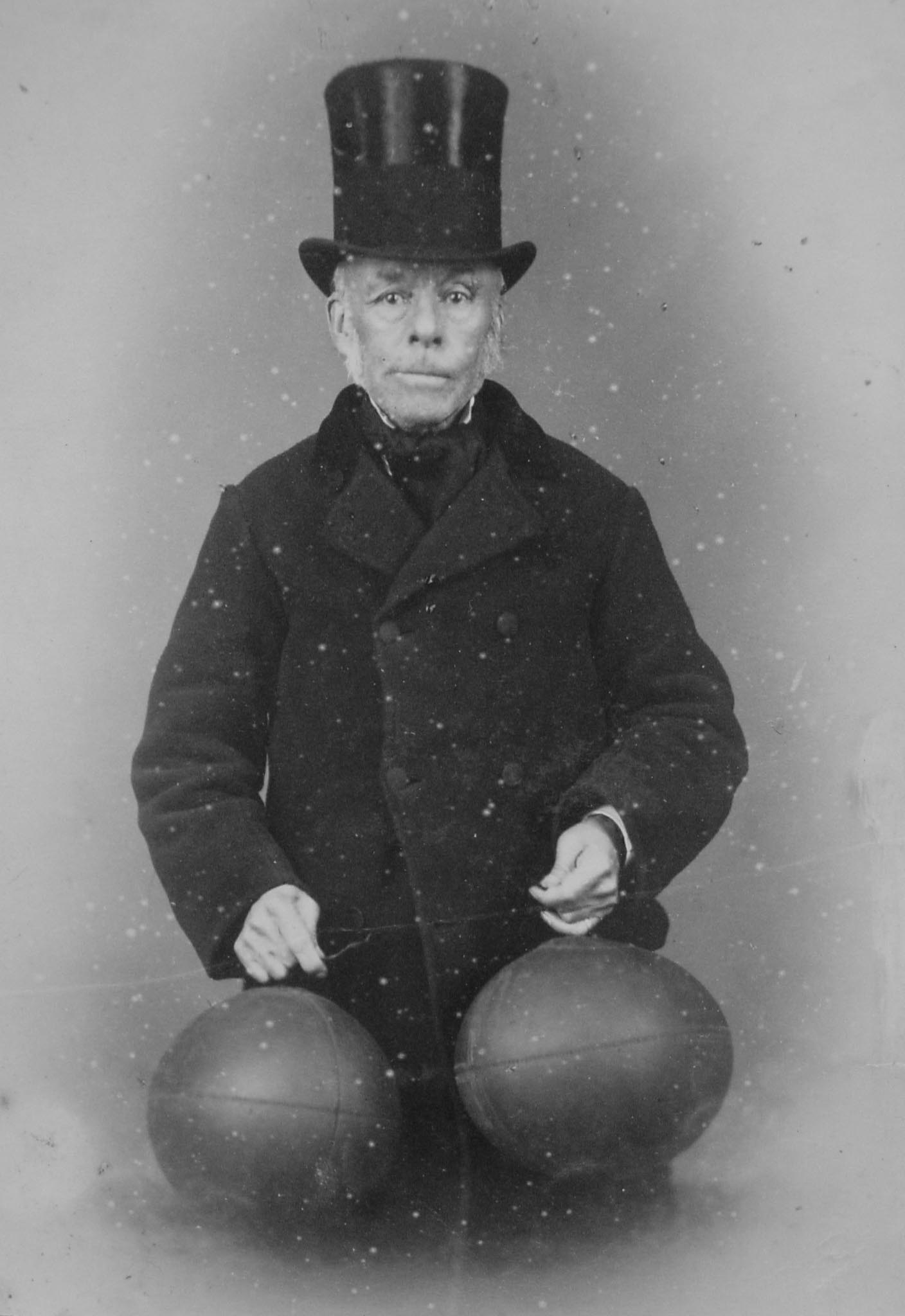
Richard Lindon com suas bolas

Medidas oficiais (N.º 5 World Rugby)

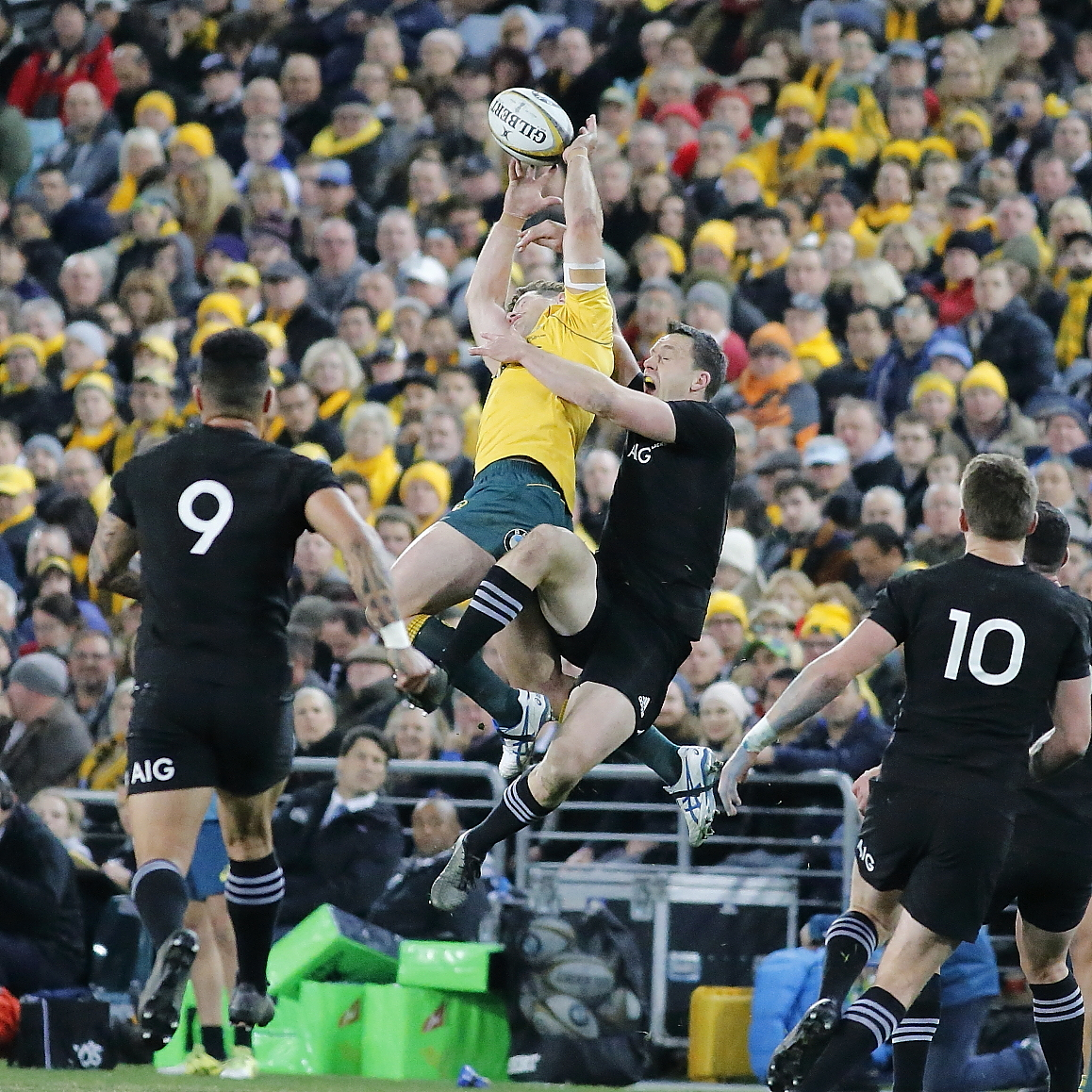
Bola alta, All Blacks vs. Wallabies.

A bola de rugby utilizado em concorrências oficiais tem as medidas estabelecidas pela World Rugby, no segundo artigo do regulamento. Tem forma de óvalo, quatro painéis e pesa 400 gramas.
Com frequência é confundido por aqueles que desconhecem os desportos com a bola de futebol americano. Mas esta última tem cordões, é mais pesada, menor e tem uma característica cor marrom.

## História
O rugby foi inventado na Rugby School pelo aluno William Webb Ellis em 1823, quem numa partida de futebol rompeu as regras e tomou a bola com suas mãos: correu até o arco, chegando ao mesmo eludiu ao arqueiro e atingiu a marcar enquanto era tackleado por outro colega que o perseguia; tal acção imediatamente inspirou aos demais alunos e o rugby fez-se popular na instituição. Ao lado da escola encontrava-se a zapatería de William Gilbert, foi ele quem criou uma bola de couro adaptado para jogar com as mãos, mas a forma ovalada se deveu acidentalmente ao material empregado: uma vejiga urinaria de porco. Com a rápida expansão do rugby por Warwickshire, Gilbert fundou a empresa que leva seu nome.
A medida das pelotas de Gilbert dependiam do tamanho do porco e inflavam-se com a boca, se o animal tinha estado doente, os que inflavam a bola se enfermaban. Por isto em 1862 um competidor de Gilbert, Richard Lindon, começou a fabricar as pelotas com caucho, recobertas por couro e com os quatro gajos característicos para manter a forma ovalada que aperfeiçoou. Para poder inflar as novas bolas desenhou os infladores para tal fim. Lindon intencionalmente não patenteou sua pelota para permitir que seu modelo se expandisse por todo mundo.
Em 1891 a International Rugby Football Board (hoje World Rugby) estabelece as medidas oficiais da bola: 28 centímetros de longo, 77 centímetros de perímetro, 66 centímetros em sua circunferência e um peso de 400 gramas.

### Século XX
As medidas da pelota faziam-na lenta, pesada e complicava aos jogadores. Por isso em 1931 a World Rugby por conselho de Percy Royds, quem desejava facilitar o jogo de mãos, modifica a bola em sua circunferência: agora serão 60 centímetros. Dita medida é a actual.
A pelota que esteticamente tinha uma característica cor marrón, em sua textura era lisa o que ocasionava muitos knock on, o peso se mau distribuía nos extremos (sendo impossível patearlo nessa zona, hoje é muito habitual isso) e quando chovia o couro era gravemente afectado pelo água; voltava-se mais pesado e a bola deformava-se.
Em 1982 criou-se a pelota de futebol Adidas Tango Espanha, que contava com costuras impermeables e foi a que solucionou os problemas da chuva. Dita técnica foi adoptada imediatamente pela bola de rugby; o que esteticamente se voltou branco e enfeitado por detalhes em cor. Finalmente com a invenção da Adidas Azteca em 1986, a primeira pelota de material sintético (que também foi adoptado pelo rugby), a bola se actualizou e esteve disponível para a Copa do Mundo um ano depois.

## Actualidade
Para o Mundial de Inglaterra 1991 a pelota teve sua última modificação, Adidas desenvolveu os grãos para uma melhor aderencia às mãos. Dito desenvolvimento diminuiu o número de erros manuais e isto aumentou a fluidez do jogo (reduzindo os knock on) como seu tempo. Em 1992 a World Rugby modificou a pontuação do jogo, aumentando o valor do try de 4 a 5 pontos, para incitar a que as equipas procurem marcar mais tries em vez de se reduzir a patear aos paus.
A empresa Gilbert que lidera o mercado desde 1995, desenvolveu aspectos técnicos da bola e na actualidade os jogadores realizam cotidianamente passes com uma sozinha mão, empregam mais o pé em jogadas, convertem mais drops e especificamente os pateadores mais destacados lhe dão efeito à pelota: algo que recém se viu no século XXI com jogadores como Jonny Wilkinson e Dão Carter que cresceram já com as bolas sintéticas.
Calcula-se que uma bola actual tem um 20% de maior precisão que um dos anos 1980 (de couro ou sintético sem poros).

### Conflito com o rugby feminino
A World Rugby estabelece que a medida da pelota para competições femininas deve ser o Nº 4, enquanto em todas as competições masculinas se emprega o Nº 5. Isto é percebido como discriminação, pelo que a maioria das uniões femininas jogam com um Nº 5, no entanto a #Copa Mundial de Rugby Feminina ainda se disputa com um Nº 4.

## Copa do Mundo
Em Nova Zelândia 1987 usou-se o Mitre Multiplex. Era de material sintético, reduziu a absorção de água e isto eliminou a variação de importância. O abertura neozelandés Grant Fox surpreendeu ao Mundo quando à hora de patear aos paus, inclinava a pelota e golpeava em seu extremo (graças ao novo material), sua técnica lhe permitiu ser o máximo anotador do torneio com 126 pontos e seu método é o usado actualmente por todos os pateadores.
Em Inglaterra 1991 o empregado foi o Adidas Webb Ellís. Era totalmente impermeable por usar uma tecnologia desenhada pela marca para a Adidas Etrusco Único no ano anterior, mas ademais apresentou ao Mundo os grãos da bola. David Campese aproveitou a melhor aderencia e deu a Tim Horan a melhor assistência na história do torneio. Os poros significaram a última mudança revolucionária da pelota.
Desde África do Sul 1995 as bolas da cada #Copa Mundial têm sido desenhadas pela companhia Gilbert.
| Mundial            | Bola                | Fabricante | Características                                                        | Imagem |
| ------------------ | ------------------- | ---------- | ---------------------------------------------------------------------- | ------ |
| Nova Zelândia 1987 | Mitre Multiplex     | Mitre      | De material sintético.                                                 |        |
| Inglaterra 1991    | Adidas Webb Ellís   | Adidas     | Apresentou os grãos.                                                   |        |
| África do Sul 1995 | Gilbert Barbarian   | Gilbert    |                                                                        |        |
| Gales 1999         | Gilbert Xact        | Gilbert    |                                                                        |        |
| Austrália 2003     | Gilbert Memorabilia | Gilbert    |                                                                        |        |
| França 2007        | Gilbert Synergie    | Gilbert    | Micro grãos para um total de 1000; maior aderencia e velocidade no ar. |        |
| Nova Zelândia 2011 | Gilbert Virtuo      | Gilbert    |                                                                        |        |
| Inglaterra 2015    | Gilbert Match XV    | Gilbert    |                                                                        |        |
| Japão 2019         | Gilbert Sirius      | Gilbert    |                                                                        |        |